# Merigold
Merigold är en kommun (town) i Bolivar County i Mississippi. Vid 2020 års folkräkning hade Merigold 379 invånare.